# Ensliniella
Ensliniella  (лат.) — род микроскопических клещей (Hemisarcoptoidea) семейства Winterschmidtiidae из отряда Astigmata, имеющих длину около 0,5 мм. 7 видов. Палеарктика: Европа, Северная Африка, Средняя Азия, Дальний Восток. 

## Описание
Обнаружены в гнёздах и на теле одиночных ос рода Allodynerus (Eumeninae), у которых имеются специализированные структуры для переноски клещей (акаринариум) на скутеллюме груди, проподеуме и 1-м тергите брюшка. Виды рода Ensliniella имеют 6 стадий развития: яйцо, личинка, протонимфа, дейтонимфа, тритонимфа и имаго (Klompen et al., 1987). Большинство видов известны только по форетическим дейтонимфам (чья длина около 0,2 мм). У вида ос Allodynerus delphinalis обнаружено, что клещи Ensliniella parasitica, паразитирующие на этих пилюльных осах, защищают их личинок от других паразитов, таких как наездники Melittobia acasta (Eulophidae).

## Систематика
7 видов. Род Ensliniella был установлен в 1925 году для вида, найденного в Германии. В 1941 году А. А. Захваткин описал второй вид рода из Белоруссии и Украины, в 1960 были описаны 2 вида из Северной Африки (Египет, Марокко), а в 1995 году — ещё 2 вида открыли в Турции и Хорватии. В 1942 году был описан ещё один вид (E. trisetosa Cooreman, 1942), который позднее (Cooreman, 1954) был выделен в отдельный монотипный род Kennethiella. Первоначально род Ensliniella выделялся в самостоятельное семейство Ensliniellidae, ныне включаемое в состав Winterschmidtiidae.
- Ensliniella aegyptiana Baker & Cunliffe, 1960 — хозяин: Allodynerus vinciguerra; Египет, Судан, Чад[7]
- Ensliniella asiatica Abe and Okabe, 2006 — хозяин: Allodynerus mandschuricus (Hymenoptera); Япония[6]
- Ensliniella dignotus Klompen & OConnor, 1995 — хозяин: Allodynerus dignotus (Hymenoptera); Египет, Турция, Узбекистан[1]
- Ensliniella floricola Klompen & OConnor, 1995 — хозяин: Allodynerus floricola; Греция, Франция, Югославия[1]
- Ensliniella koenigi Baker & Cunliffe, 1960 — хозяин: Allodynerus  koenigi;Алжир, Марокко[7]
- Ensliniella kostylevi Zakhvatkin, 1941 — хозяин: Allodynerus  rossii; Австрия, Алжир, Белоруссия, Болгария, Голландия, Греция, Турция, Украина, Франция[8][9]
- Ensliniella parasitica Vitzthum, 1925 — хозяин: Allodynerus delphinalis; Европа, Средняя Азия[10][11][12]